# 法納姆維爾 (愛荷華州)
法納姆維爾（英語：Farnhamville）是一個位於美國愛荷華州卡爾霍恩縣和韋伯斯特縣的城市。

## 地理
法納姆維爾的座標為42°16′35″N 94°24′23″W / 42.27639°N 94.40639°W，而該地的平均海拔高度為348米（即1142英尺）。

## 人口
根據2010年美國人口普查的數據，法納姆維爾的面積為1.71平方千米，當中陸地面積為1.68平方千米，而水域面積為0.03平方千米。當地共有人口371人，而人口密度為每平方千米216人。